# Shabica Glacier
Shabica Glacier är en glaciär i Antarktis. Den ligger i Västantarktis. Argentina, Chile och Storbritannien gör anspråk på området. Shabica Glacier ligger 358 meter över havet.
Terrängen runt Shabica Glacier är varierad. Trakten är obefolkad. Det finns inga samhällen i närheten.